# Zwierzyn (gemeente)
De gemeente Zwierzyn is een landgemeente in het Poolse woiwodschap Lubusz, in powiat Strzelecko-drezdenecki.
De zetel van de gemeente is in Zwierzyn.
Op 30 juni 2004 telde de gemeente 4444 inwoners.

## Oppervlakte gegevens
In 2002 bedroeg de totale oppervlakte van gemeente Zwierzyn 100,98 km², waarvan:
- agrarisch gebied: 73%
- bossen: 12%

De gemeente beslaat 8,09% van de totale oppervlakte van de powiat.

## Demografie
Stand op 30 juni 2004:
| Omschrijving                   | Totaal | Totaal | Vrouwen | Vrouwen | Mannen | Mannen |
| ------------------------------ | ------ | ------ | ------- | ------- | ------ | ------ |
| eenheid                        | aantal | %      | aantal  | %       | aantal | %      |
| inwoners                       | 4444   | 100    | 2209    | 49,7    | 2235   | 50,3   |
| bevolkingsdichtheid (inw./km²) | 44     | 44     | 21,9    | 21,9    | 22,1   | 22,1   |

In 2002 bedroeg het gemiddelde inkomen per inwoner 1340,88 zł.

## Administratieve plaatsen (sołectwo)
Błotno, Brzezinka, Gościmiec, Górecko, Górki Noteckie, Przysieka-Górczyna, Rzekcin, Sarbiewo, Zwierzyn (sołectwa: Zwierzyn I en Zwierzyn II), Żółwin.

## Overige plaatsen
Sierosławice, Zagaje.

## Aangrenzende gemeenten
Drezdenko, Santok, Stare Kurowo, Strzelce Krajeńskie